# Сенісеро (Ла-Ріоха)
Сенісеро (ісп. Cenicero) — муніципалітет в Іспанії, у складі автономної спільноти Ла-Ріоха. Населення — 2187 осіб (2009).
Муніципалітет розташований на відстані близько 250 км на північ від Мадрида, 16 км на захід від Логроньйо.

## Демографія
Динаміка населення (INE ):

## Галерея зображень

Розташування муніципалітету